# Kasárna (Znojmo)
Kasárna (německy Kasern) je vesnice, část města Znojmo, leží od něj asi 5,5 km na severozápad. Prochází zde silnice I/38. Je zde evidováno 60 adres. Trvale zde žije 166 obyvatel.
Kasárna leží v katastrálním území Mramotice o výměře 6,05 km2.

## Galerie

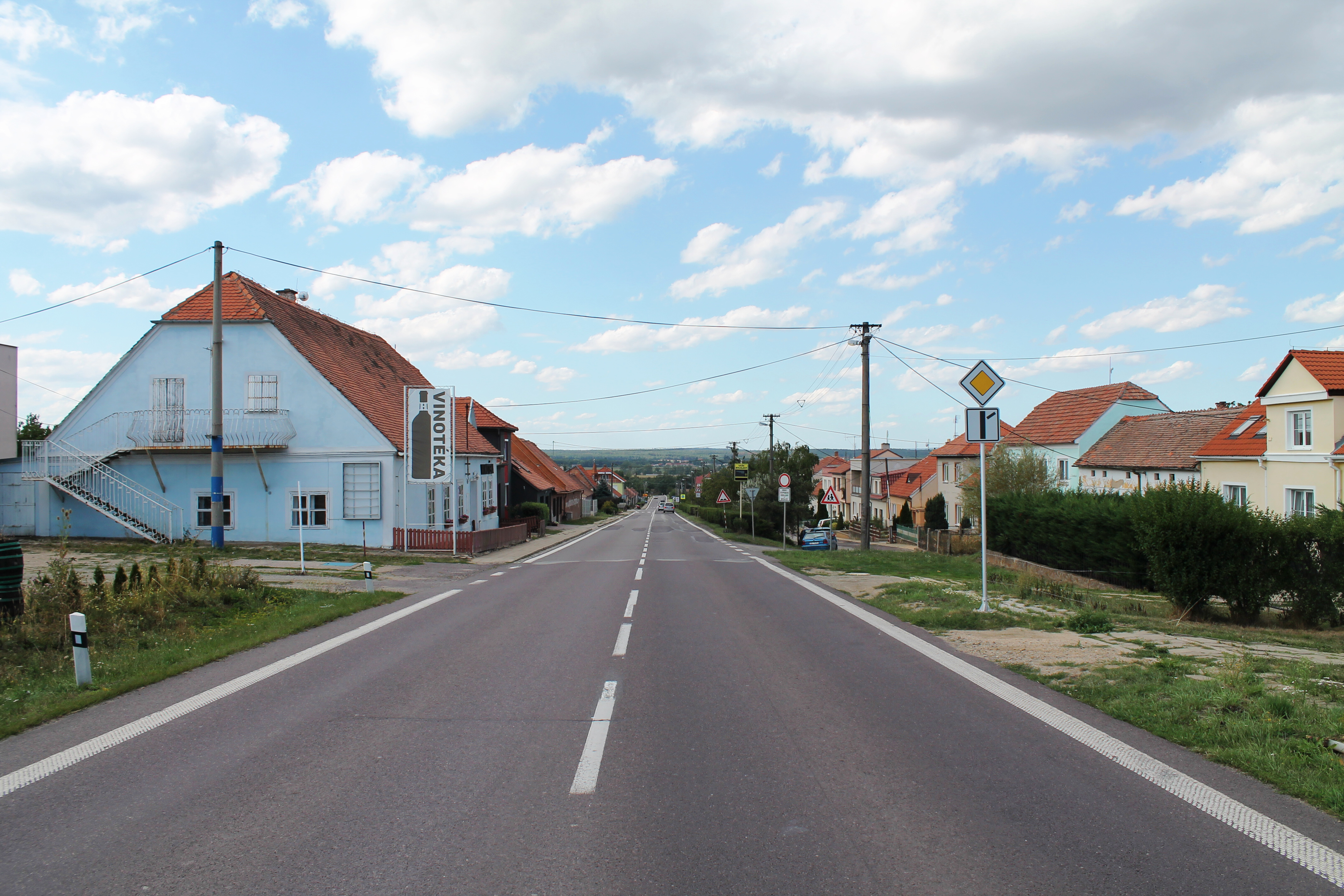
Příjezd do Kasáren ve směru od Znojma
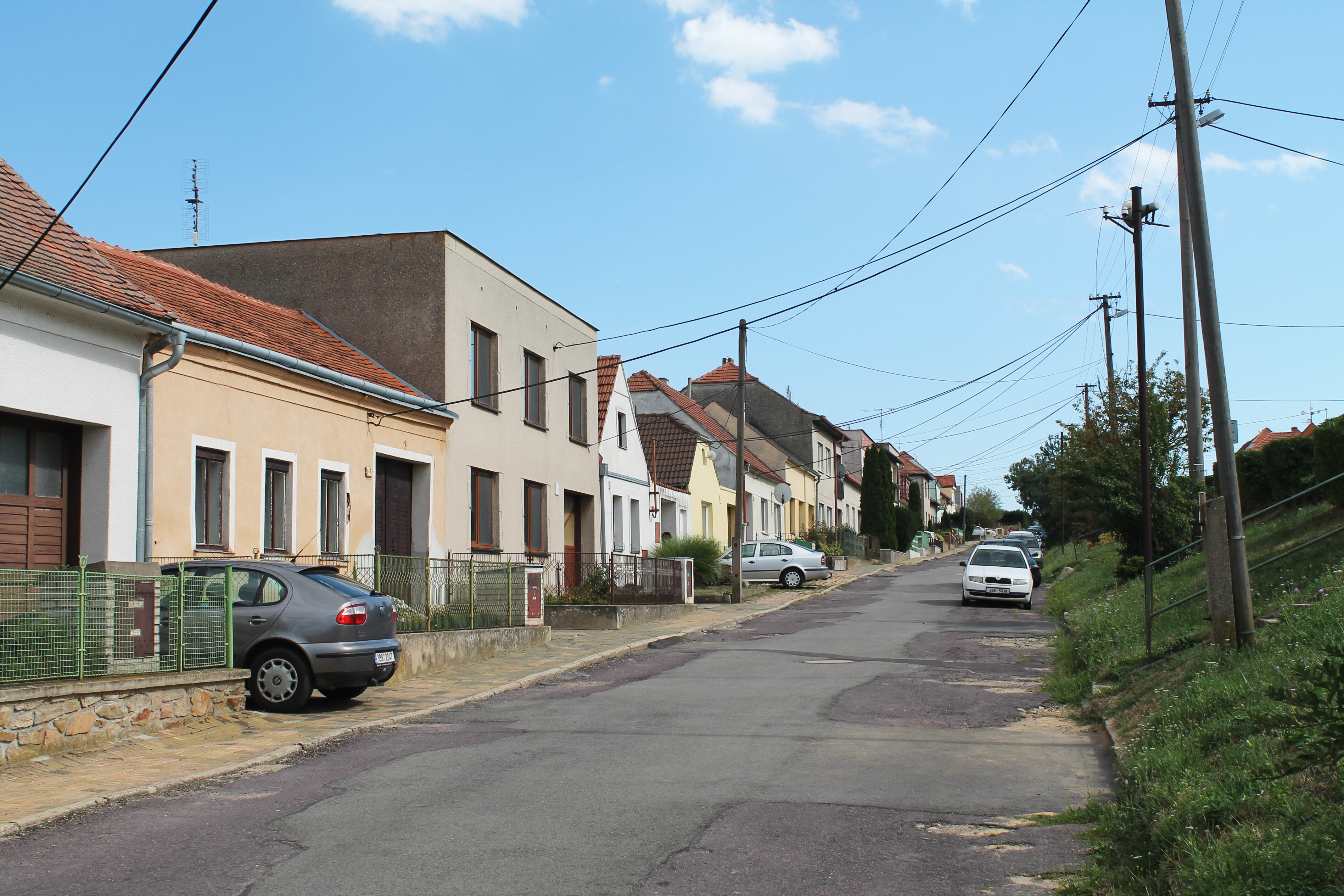
Řadová zástavba podél vedlejší ulice
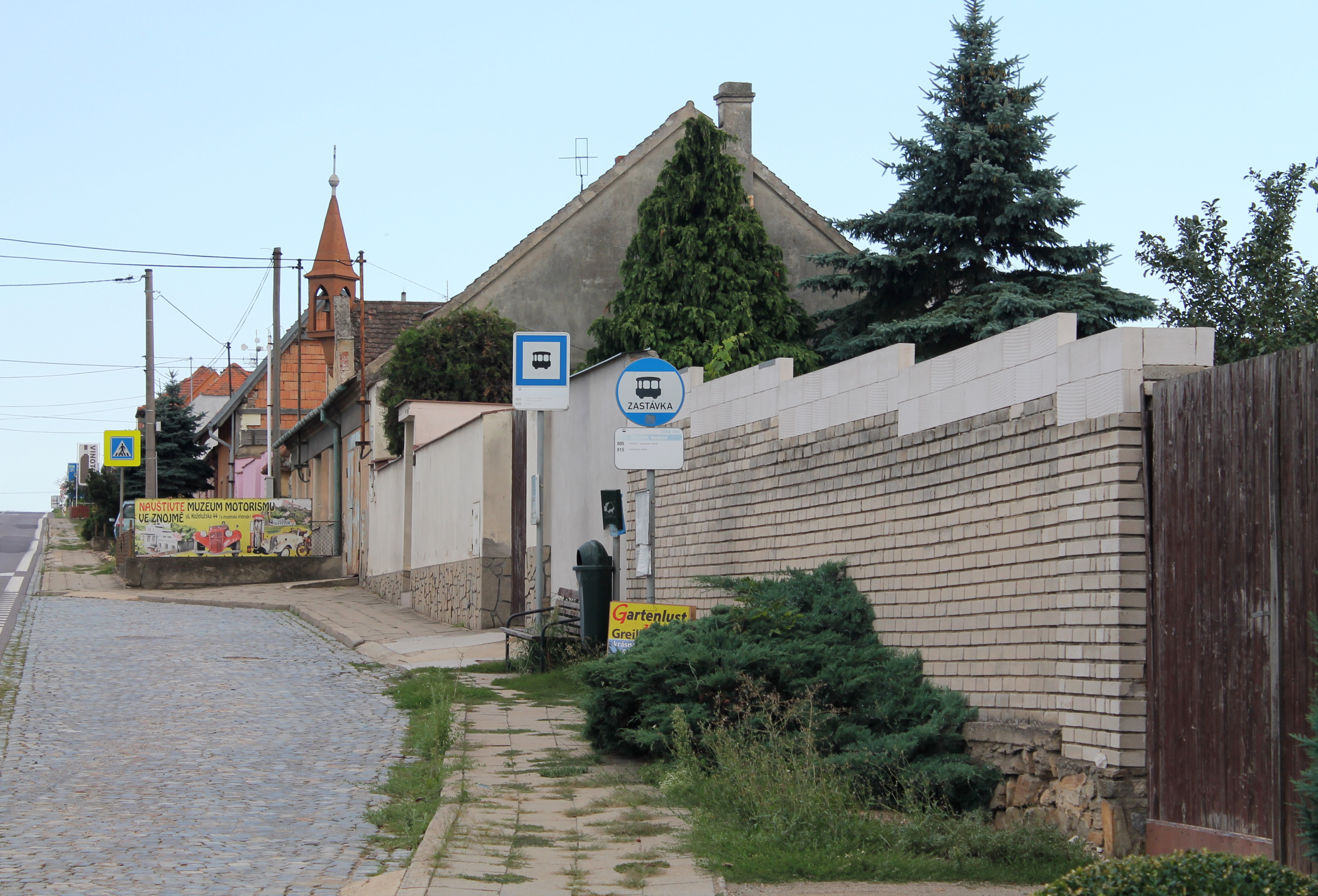
Autobusová zastávka
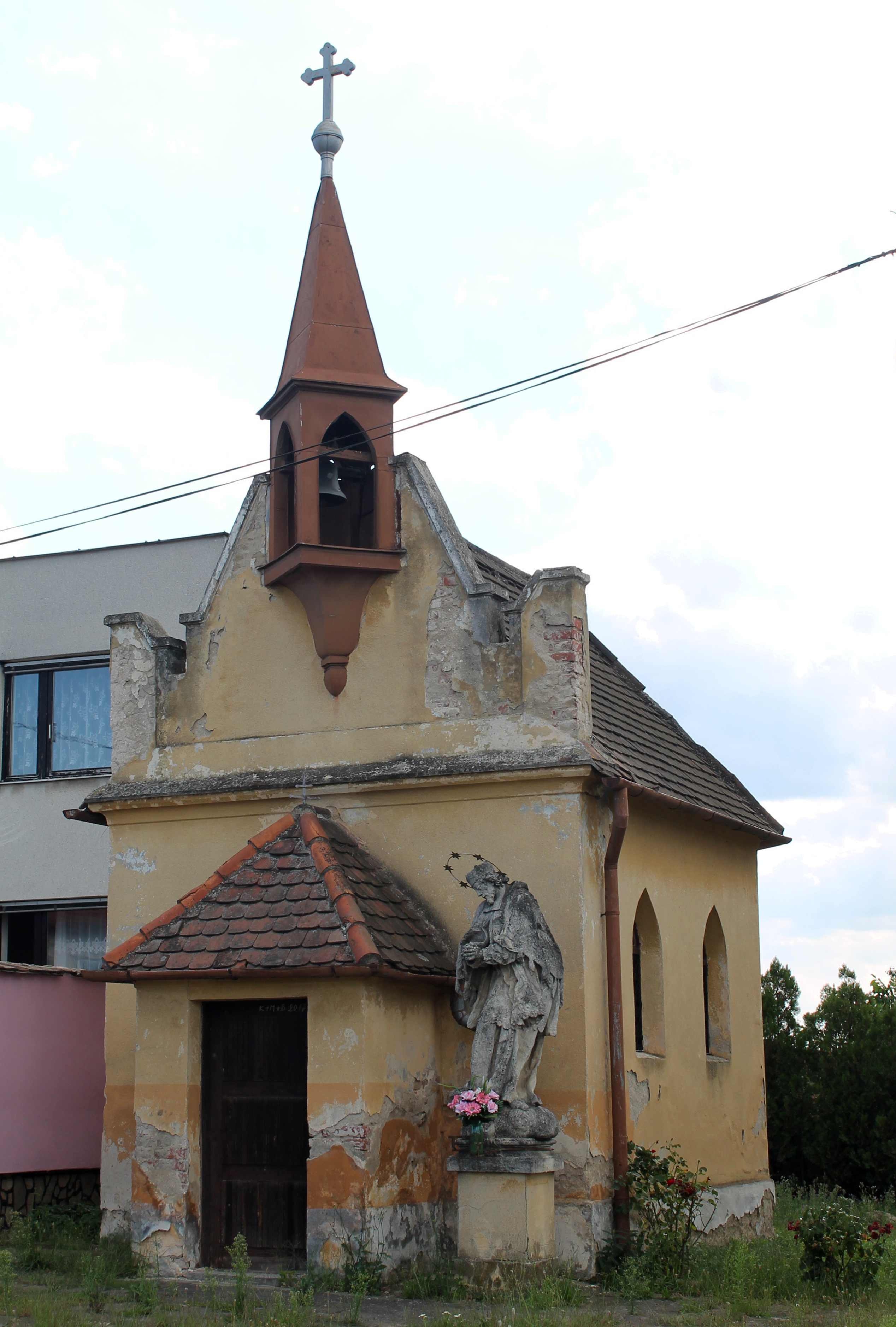
Kaple v Kasárnách
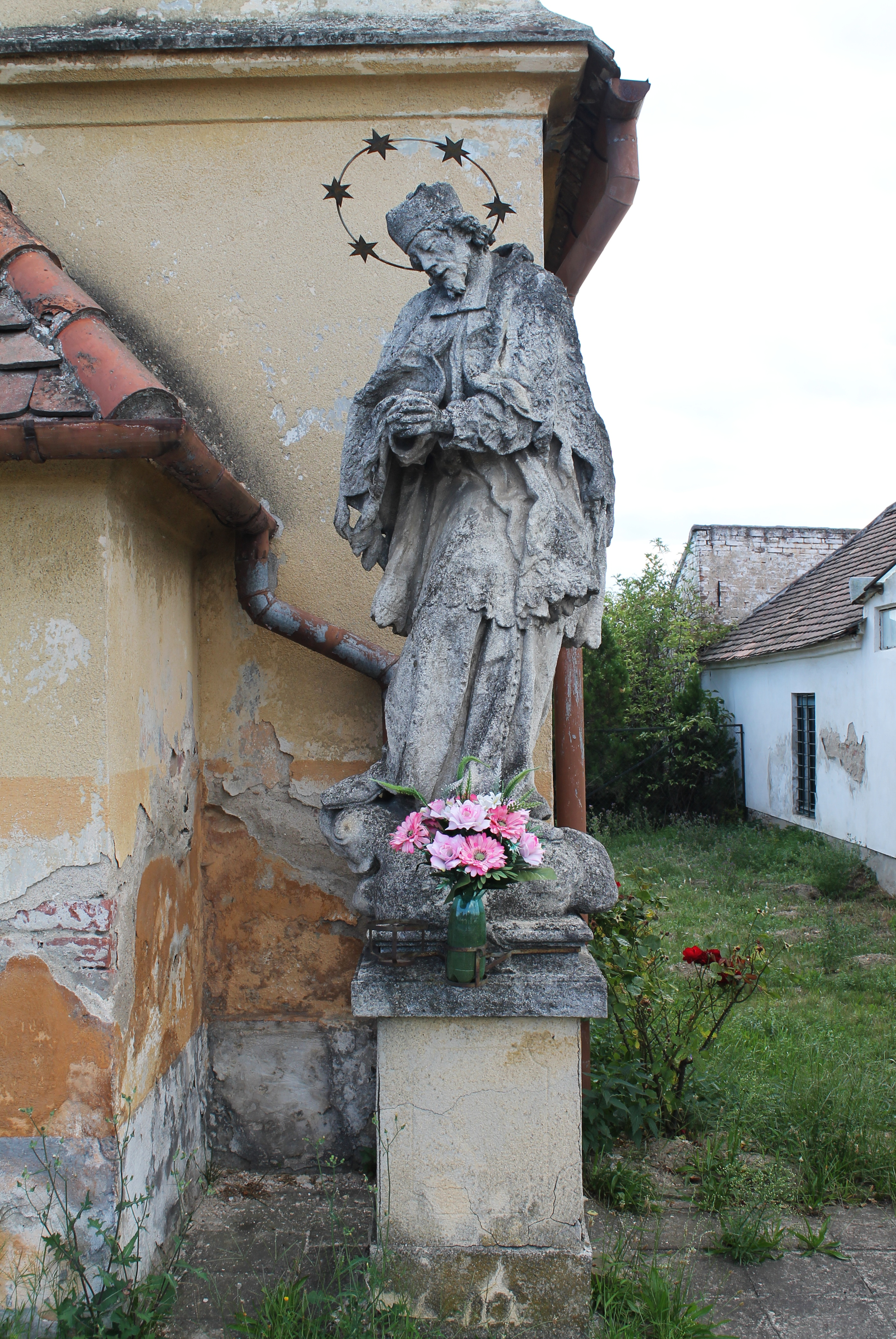
Socha svatého Jana Nepomuckého u kaple